# جابي باور
جابي باور (بالألمانية: Gabi Bauer)‏ هي مذيعة أخبار وصحفية ومقدمة تلفزيونية ألمانية، ولدت في 21 يوليو 1962 في تسيله في ألمانيا.

## وصلات خارجية
- جابي باور على موقع IMDb (الإنجليزية)
- جابي باور على موقع مونزينجر (الألمانية)
- جابي باور على موقع ديسكوغز (الإنجليزية)